# Kerman Lejarraga
Kerman Lejarraga Arana (* 19. Februar 1992 in Bilbao, Spanien) ist ein ehemaliger spanischer Profiboxer und Europameister (EBU) im Weltergewicht und Halbmittelgewicht. Vom Boxverband WBC wurde er auf Rang 2 der Weltrangliste der Herausforderer, von der IBF auf Rang 3, sowie von der WBO und der WBA jeweils auf Rang 5 geführt (Stand: Februar 2019).

## Karriere
Kerman Lejarraga gewann sein Profidebüt am 18. Mai 2013. Im Dezember 2015 besiegte er den Dänen Kim Poulsen (Bilanz: 27-2) durch TKO in der zweiten Runde und im März 2016 László Tóth (20-1) einstimmig nach Punkten, wodurch er WBA International Champion im Weltergewicht wurde. Im Juni 2016 verteidigte er den Titel durch TKO in der vierten Runde gegen Denton Vassell (23-3). Zudem schlug er in einem Nichttitelkampf den Kolumbianer Francisco Cordero (33-6) durch K.o. in der dritten Runde. Eine weitere Titelverteidigung gewann er im Dezember 2016 gegen den Mexikaner Jesus Gurrola (23-9) durch TKO in der sechsten Runde. Anschließend besiegte er noch Gegner mit positiven Bilanzen wie Gabor Gorbics (23-5) und Jose Abreu (13-1). Im November 2017 besiegte er Jose Del Rio (26-6) beim Kampf um die spanische Meisterschaft im Weltergewicht.
Am 28. April 2018 boxte er um den EBU-Europameistertitel im Weltergewicht und gewann dabei gegen den britischen Meister Bradley Skeete (27-1) durch TKO in der zweiten Runde. Am 17. November 2018 verteidigte er den Titel durch K.o. in der vierten Runde gegen Frankie Gavin (26-3).
Am 30. März 2019 verlor er den Titel durch TKO in der neunten Runde an Dawid Awanessjan (23-3). In seinem nächsten Kampf, den er bereits im Juni 2019 gegen Luis Solís (25-9) bestritt, gewann er durch K.o. in der vierten Runde und wurde dadurch WBC Latino Champion im Halbmittelgewicht. Am 28. September 2019 verlor er den Rückkampf gegen Dawid Awanessjan (24-3) erneut durch TKO.
Am 11. September 2021 besiegte er Dylan Charrat (20-0) vorzeitig in der zehnten Runde und wurde dadurch EBU-Europameister im Halbmittelgewicht. Den Titel verteidigte er im Dezember 2021 durch KO gegen den Briten Jack Flatley (17-1).
Im Mai 2022 verlor er nach Punkten gegen James Metcalf (22-2).

## Auszeichnungen
- 2018: EBU Boxer des Jahres
- 2018: Spaniens Boxer des Jahres